# ستانيسلاف غونتشاروف
ستانيسلاف غونتشاروف هو لاعب كرة قدم روسي في مركز الوسط، ولد في 9 يونيو 1983. لعب مع FC Smena Komsomolsk-na-Amure ‏.

## وصلات خارجية
- ستانيسلاف غونتشاروف على موقع قاعدة بيانات كرة القدم.إي يو (الإنجليزية)
- ستانيسلاف غونتشاروف على موقع Soccerway.com (الإنجليزية)